# Stephen A. Rotter
Stephen A. Rotter é um editor estadunidense. Venceu o Oscar de melhor montagem na edição de 1984 por The Right Stuff, ao lado de Glenn Farr, Lisa Fruchtman, Tom Rolf e Douglas Stewart.